# Sobarocephala dorsata
Sobarocephala dorsata är en tvåvingeart som beskrevs av Leander Czerny 1903. Sobarocephala dorsata ingår i släktet Sobarocephala och familjen träflugor. Inga underarter finns listade i Catalogue of Life.